# 梁熙鍾
ヤン・ヒジョン（朝鮮語: 양희종、英語: Yang Hee-Jong、男性：1984年5月11日 - ）は、大韓民国出身のバスケットボール選手。安養KGC人参公社所属。
ジュニア韓国代表として2003年世界ジュニア選手権に出場。
韓国A代表に選出され、日本の徳島市で開催された2007年アジア選手権で初出場。
2009年アジア選手権にも出場。1ゲーム平均12得点4.9リバウンドを決めるが、チームは25回で初めて準決勝を逃し7位に終わる。